# Darinka Bandobranska
Darinka Bandobranska (Sombor, 18. prosinca 1867. – Zagreb, 12. siječnja 1955.), hrvatska kazališna glumica

## Životopis
Rođena je u Somboru. Djetinjstvo provela u Glini, glumila u putujućim kazališnim družinama, a jednu sezonu glumica Srpskom narodnom kazališta u Novom Sadu odakle odlazi u Zagreb. Članica zagrebačkog Hrvatskog narodnog kazališta od 1886. do 1909. godine. Uloge koje je glumila bile su naivke, zatim salonski i komični repertoar (salonske dame i komične ljubavnice). Osobito je glumila u Molièreovim komedijama. Osim tih uloga ističu joj se uloge u Gogoljevoj Mariji Antonovoj, Scribeovoj Abigail (Čaša vode), Jeljenci Ivana Gundulića, Marici Josipa Eugena Tomića. Umirovljena 1909. godine.
Supruga hrvatskog glumca Nikole Milana Simeonovića.
Bila je vlasnica zbirke umjetnina, dio koje je otkupio hrvatski kazališni kritičar i publicist Pavao Cindrić.

## Vanjske poveznice
- Donacije gradu Zagrebu Donacija dr Josip Kovačić, Nasta Rojc: Portret glumice Darinke Bandobranske, ulje na platnu, 1913.
- IbsenStage Performance Database Darinka Bandobranska